# 蘇克雷市 (蘇克雷州)

蘇克雷市（西班牙語：Municipio Sucre），是委內瑞拉的一個市，位於該國北部蘇克雷州，首府設於庫馬納，始建於1991年，面積598平方公里，人口558,919，人口密度每平方公里934.65人。